# Кланец (Хорватия)
Кланец (хорв. Klanjec) — город в Хорватии, Крапинско-Загорская жупания. Согласно переписи населения 2011 года в городе проживало 567 человек, в муниципальном округе — 2915.
В состав муниципалитета с центром в Кланьеце, помимо него самого, входит ещё 18 населённых пунктов: Бобовец Томашевечки, Братовский Врх, Цесарска Вес, Дол Кланьечкий, Флориян, Голяк Кланьечкий, Горковец, Гредице, Ледине Кланьечке, Лепоглавец, Летовчан Новодворский, Летовчан Томашевечки, Лучелница Томашевечка, Михановичев Дол, Нови Двори Кланьечки, Полице, Раковец Томашевечки и Томашевец.

## Руководство
Мэром города является Златко Брлек.

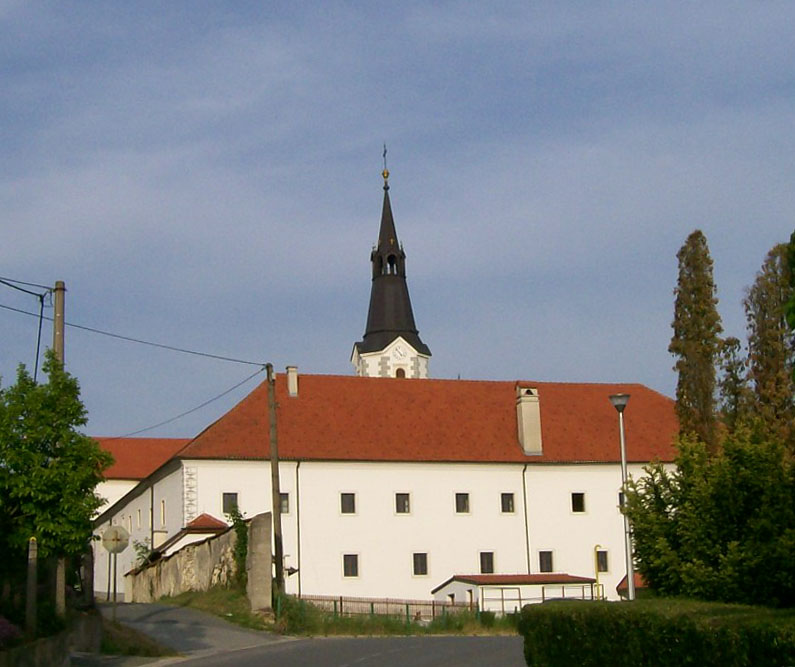
Кланьецкий францисканский монастырь

В 1993 году Кланец, согласно новому закону о местном самоуправлении, получил статус общины, а в 1997 году — статус города.
Первым руководителем общины в 1993—1994 годах был Томислав Жибрат, а его заместителем — Неделько Бабич, который в 1997 году стал первым мэром после получения статуса города.

## Экономика

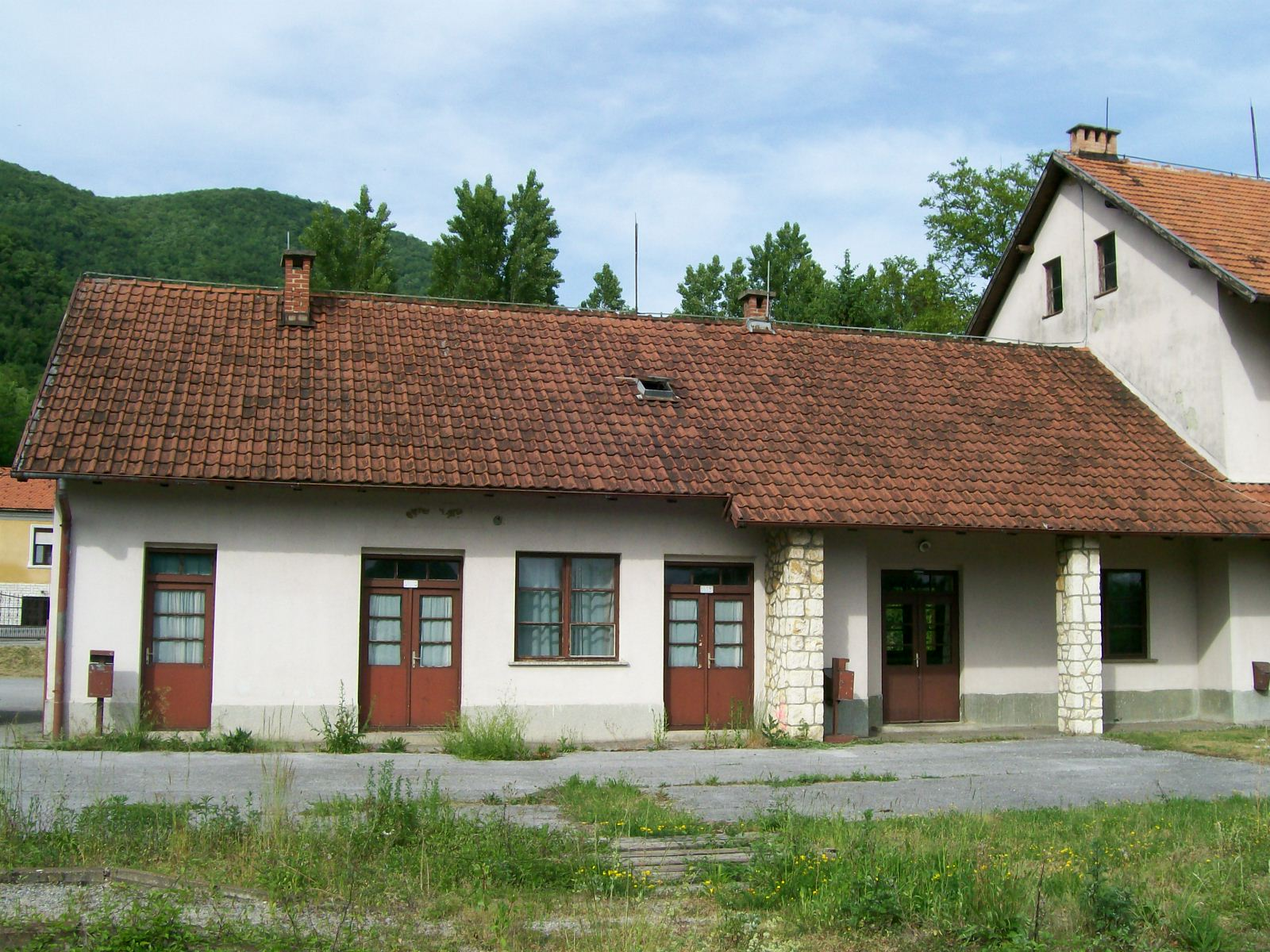
Заброшенный вокзал

Железнодорожный вокзал в Кланеце давно заброшен. Раньше здесь ходили поезда Загреб—Целе. Кланец традиционно был ремесленным городом. Отмена железнодорожного сообщения, неразвитость транспортной системы и отсутствие рабочих мест отрицательно сказывается на миграционных процессах. Население, особенно молодёжь, перебирается в крупные города. Открытие компании «Bestal» является единственным положительным сдвигом в экономике города начиная с 90-х годов XX века. Градообразующим предприятием, на котором работает большинство населения, является «Predionica».

## Известные горожане
- Антун Августинчич, скульптор
- Иван Броз, лингвист
- Чирил Метод Ивекович, архитектор
- Франьо Ивекович, лингвист
- Отон Ивекович, художник

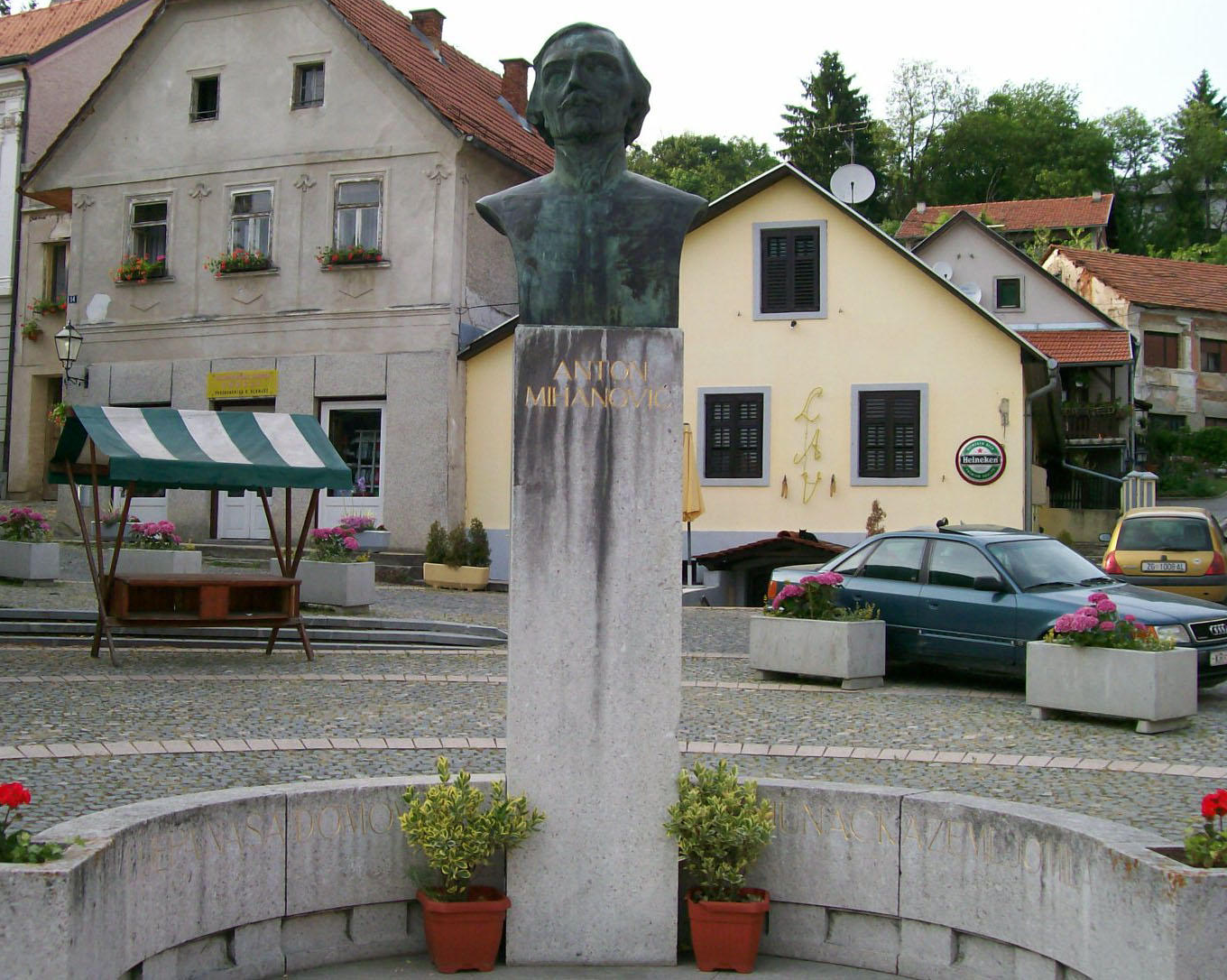
Памятник Антуну Михановичу

- Антун Миханович, автор гимна Хорватии

## Спорт
В городе базируются мужской и женский футбольные клубы «Кланец».